# Frederico Guilherme I da Prússia
Frederico Guilherme I (Berlim, 14 de agosto de 1688 – Berlim, 31 de maio de 1740), também chamado de "o Rei Soldado", foi o Rei na Prússia e Eleitor de Brandemburgo de 1713 até sua morte.
Filho de Frederico I, continuou a obra de centralização e desenvolvimento econômico de seus antecessores. Com o Tratado de Utrecht (1713), que pôs termo à Guerra de Sucessão da Espanha, Frederico Guilherme vê serem-lhe atribuídos o Alto Gueldre e o ducado de Cléves. A guerra do Norte, na qual só intervém no momento crucial, deu-lhe a Pomerânia sueca. No seguimento da obra de colonização dos seus antecessores, recebeu calvinistas franceses, que fundaram 352 aldeias e 6 cidades. Apadrinhou os lavradores, construindo para os seus "filhos" milhares de escolas. Acabou com a servidão e defendeu os camponeses do abuso dos senhores. Quando morreu, legou ao filho, Frederico II, um país forte, próspero e seguro.

## Descendência
1. Frederico Luís da Prússia (23 de Novembro de 1707 - 13 de Maio de 1708), morreu aos cinco meses de idade.
2. Guilhermina de Prússia (3 de Julho de 1709 - 14 de Outubro de 1758), casada com o marquês Frederico de Brandemburgo-Bayreuth; com descendência.
3. Frederico Guilherme da Prússia (16 de Agosto de 1710 - 31 de Julho de 1711), morreu aos onze meses de idade.
4. Frederico II da Prússia[1][2] (24 de Janeiro de 1712 - 17 de Agosto de 1782), casado com a duquesa Isabel Cristina de Brunsvique-Volfembutel-Bevern; sem descendência.
5. Carlota Albertina da Prússia (5 de Maio de 1713 - 10 de Junho de 1714), morreu com um ano de idade.
6. Frederica Luísa da Prússia (28 de Setembro de 1714 - 4 de Fevereiro de 1784), casada com o marquês Carlos Guilherme de Brandemburgo-Ansbach; com descendência.
7. Filipina Carlota da Prússia (13 de Março de 1716 - 17 de Fevereiro de 1801), casada com o duque Carlos I de Brunsvique-Volfembutel; com descendência.
8. Luís Carlos da Prússia (2 de Maio de 1717 - 31 de Agosto de 1719), morreu aos dois anos de idade.
9. Sofia Doroteia da Prússia (25 de Janeiro de 1719 - 13 de Novembro de 1765), casada com o marquês Frederico Guilherme de Brandemburgo-Schwedt; com descendência.
10. Luísa Ulrica da Prússia (24 de Julho de 1720 - 2 de Julho de 1782), casada com o rei Adolfo Frederico da Suécia; com descendência.
11. Augusto Guilherme da Prússia (9 de Agosto de 1722 - 12 de Junho de 1758), casado com a duquesa Luísa de Brunsvique-Volfembutel; com descendência.
12. Ana Amália da Prússia (9 de Novembro de 1723 - 30 de Março de 1787), casada com o barão Friedrich von der Trenck; com descendência.
13. Henrique da Prússia (18 de Janeiro de 1726 - 3 de Agosto de 1802), casado com a condessa Guilhermina de Hesse-Cassel; sem descendência.
14. Augusto Fernando da Prússia (23 de Maio de 1730 - 2 de Maio de 1813), casado com a duquesa Isabel Luísa de Brandemburgo-Schwedt; com descendência.